# 네크로맨틱
네크로맨틱(Nekromantik)은 서독에서 제작된 요르그 뷰트게라이트 감독의 1987년 공포, 코미디, 드라마, 멜로/로맨스 영화이다. 다크타리 로렌즈 등이 주연으로 출연하였고 Manfred O. Jelinski 등이 제작에 참여하였다.

## 출연

### 주연
- 다크타리 로렌즈
- 베아트리스 마노브스키
- 하랄드 런드트
- 수사 콜스테드트

### 조연
- 크리스티안 바움가르텐
- 헨리 보엑크
- 미카엘 부쉬케
- 요르그 부트게라이트

## 제작진
- 배역: 요르그 부트게라이트